# Ласло Раффінський
Ласло Раффінський (рум. László Raffinsky), або Ладіслау Раффінський (пол. Ladislau Raffinsky, нар. 23 квітня 1905, Мішкольц, Австро-Угорщина — пом. 31 липня 1981, Клуж-Напока, Румунія) — румунський футболіст, що грав на позиції півзахисника. По завершенні ігрової кар'єри — тренер.
Виступав, зокрема, за клуб «Рапід» (Бухарест), а також національну збірну Румунії.
Чемпіон Румунії. Шестиразовий володар Кубка Румунії. 

## Клубна кар'єра
У футболі дебютував 1925 року виступами за команду клубу «СА Тімішоара», в якій провів два сезони. 
Згодом з 1928 по 1935 рік грав у складі «Кінезула», «Жувентуса» (Бухарест), «Ріпенсія» та «Жиденіце». Протягом цих років виборов титул чемпіона Румунії, ставав володарем Кубка Румунії.
1935 року перейшов до клубу «Рапід» (Бухарест), за який відіграв 6 сезонів.  За цей час додав до переліку своїх трофеїв ще п'ять титулів володаря Кубка Румунії. Завершив професійну кар'єру футболіста виступами за «Рапід» (Бухарест) у 1941 році.

## Виступи за збірну
1929 року дебютував в офіційних матчах у складі національної збірної Румунії. Протягом кар'єри у національній команді, яка тривала 10 років, провів у формі головної команди країни 20 матчів, забивши 1 гол.
У складі збірної був учасником двох чемпіонатів світу:
на чемпіонаті світу 1930 року в Уругваї зіграв проти Перу (3:1) і Уругваю (0:4);
на чемпіонаті світу 1938 року у Франції зіграв у двох матчах проти Куби (3:3) і в переграванні (1:2).

### Матчі в складі збірної
Балканський Кубок 1929-1931 (чемпіони)
1. (2) 6 жовтня 1929 р. Бухарест. Румунія 2:1 Югославія
2. (4) 25 травня 1930 р. Бухарест. Румунія 8:1 Греція (гол)

ЧС-1930
1. (5) 14 липня 1930 р. Монтевідео. Перу 1:3 Румунія
2. (6) 21 липня 1930 р. Монтевідео. Уругвай 4:0 Румунія

Балканський кубок 1932
1. (8) 26 червня 1932 р. Белград. Болгарія 2:0 Румунія
2. (9) 28 червня 1932 р. Белград. Греція 0:3 Румунія
3. (10) 3 липня 1932 р. Белград. Югославія 3:1 Румунія

ЧС-1938
1. (19) 5 червня 1938 р. Тулуза. Румунія 3:3 Куба
2. (20) 9 червня 1938 р. Тулуза. Румунія 1:2 Куба

Товариські матчі
1. (7) 12 червня 1932 р. Бухарест.  Румунія 6:3 Франція
2. (12) 10 червня 1937 р. Бухарест.  Румунія 2:1 Бельгія
3. (13) 27 червня 1937 р. Бухарест.  Румунія 2:2 Швеція
4. (14) 4 липня 1937 р. Лодзь.  Польща 2:4 Румунія
5. (15) 8 липня 1937 р. Каунас.  Литва 0:2 Румунія
6. (16) 12 липня 1937 р. Рига.  Латвія 0:0 Румунія
7. (17) 14 липня 1937 р. Таллінн.  Естонія 2:1 Румунія
8. (1) 10 травня 1929 р. Бухарест.  Румунія 2:3 Югославія
9. (3) 4 травня 1930 р. Белград.  Югославія 2:1 Румунія
10. (18) 6 вересня 1937 р. Белград.  Югославія 2:1 Румунія
11. (11) 18 квітня 1937 р. Бухарест.  Румунія 1:1 Чехословаччина

## Кар'єра тренера
Розпочав тренерську кар'єру невдовзі по завершенні кар'єри гравця, 1944 року, очоливши тренерський штаб клубу «Астра» (Плоєшті).
В подальшому очолював команди «Міка Брад», «Кіміка Тірневені» та «Ауруль Цлатна».
Останнім місцем тренерської роботи був «Тенофриг» (Клуж-Напока), головним тренером якого Ласло Раффінський був з 1962 по 1964 рік.
Помер 31 липня 1981 року на 77-му році життя у місті Клуж-Напока.

## Титули і досягнення
- Чемпіон Румунії (1):

«Ріпенсія»:  1932-1933
- Володар Кубка Румунії (6):

«Ріпенсія»: 1933-1934
«Рапід» (Бухарест): 1936-1937, 1937-1938, 1938-1939, 1939-1940, 1940-1941
- Переможець Балканського Кубка: 1929-31